# Trümmerliteratur
La Trümmerliteratur, cioè "letteratura delle macerie", è un movimento letterario sviluppatosi in Germania

## Scrittori e opere di rilievo
- Wolfgang Borchert (1921-1947) – Draußen vor der Tür (1947), Das Brot
- Günter Eich
- Heinrich Böll (1917-1985) – Der Zug war pünktlich (1949), Wanderer, kommst du nach Spa… (1950), Wo warst Du Adam? (1951), Und sagte kein einziges Wort (1953), Haus ohne Hüter (1954), Das Brot der frühen Jahren (1955), Billard um halb zehn (1959), Ansichten eines Clowns (1963)
- Wolfdietrich Schnurre (1920-1989) – Die Rohrdommel ruft jeden Tag (1950), Ein Unglücksfall, Das Begräbnis, Auf der Flucht
- Erich Kästner
- Arno Schmidt – Leviathan, Brand's Haide
- Elisabeth Langgässer – Saisonbeginn
- Wolfgang Weyrauch (1907-1980) – Tausend Gramm (1949)

| Controllo di autorità | GND (DE) 4271371-7 |